# تعليم الكبار

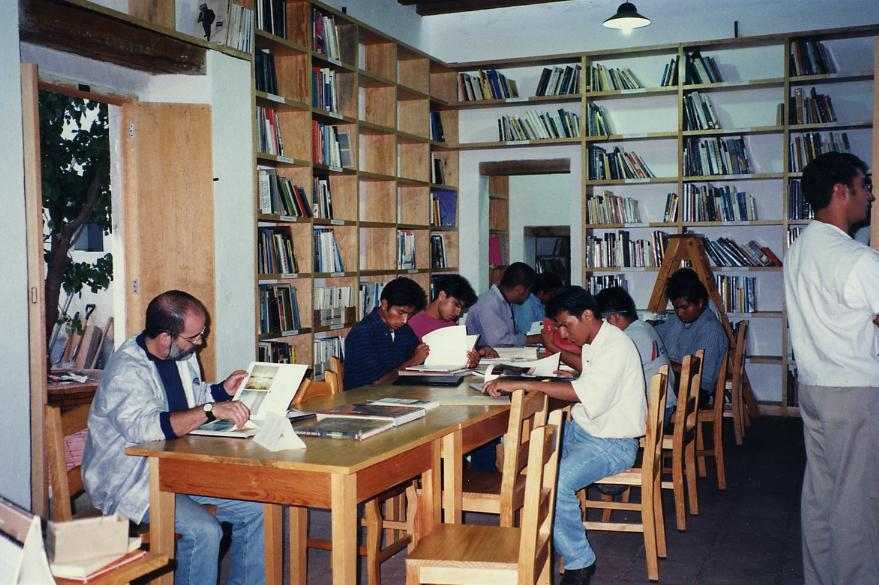
المكتبات وموارد مفيدة للمتعلمين الكبار.

تعليم الكبار أو تعليم الراشدين هو عملية ممارسة تدريس وتعليم الكبار. يمكن أن يحدث تعليم الكبار في مكان العمل، من خلال برامج 'التعليم المستمر' في المدارس الثانوية، أو في الكليات أو الجامعات. كما يمكن أن تشمل أماكن أخرى مثل المدارس الشعبية، كليات المجتمع، أو مراكز التعلم مدى الحياة. وغالبا ما يشار إليها بالتدريب والتطوير وعادة ما تكون لها علاقة بتطوير القوى العاملة أو التطوير المهني. كما كان تسمى بالأندراغوجيا لتمييزها عن البيداغوجيا وهو علم أصول تدريس الصغار). يختلف تعليم الكبار عن التعليم المهني، وعن تعليم الكبار غير النظامي، بما في ذلك دراسات مهارات التعلم أو دورات التنمية الشخصية.

## الخصائص
هي برامج توفر دورات تدريس على مستوى الصف السادس الابتدائي لمجموعة صغيرة من البالغين تعدادها ستة أفراد أقل وفي بعض الأحيان لا تتعدى الشخص الواحد. وعادة تنظم هذه الدورات المكتبات العامة والمنظمات غير الربحية في جميع أنحاء البلاد.
تعليم الكبار يختلف عن تعليم الأطفال في العديد من الطرق. من أهم الاختلافات هي تراكم المعرفة والخبرة في العمل أو الخدمة العسكرية عند البالغين التي تنعش تجربة التعلم. وثمة فرق آخر هو أن معظم تعليم الكبار هو عمل تطوعي، لذلك، في معظم الأحيان، يكون للمشاركين اندفاع أعلى نحو التعلم.
في كثير من الأحيان يقوم الكبار بتطبيق معرفتهم بطريقة عملية وبالتالي يكون التعلم أكثر فعالية. يجب أن يتوقعوا بأن المعرفة التي اكتسبوها من شأنها أن تساعدهم في تحقيق أهدافهم. على سبيل المثال، كان شائعا في تسعينيات القرن العشرين انتشار دورات تدريبية على الكمبيوتر موجهة للكبار (وليس للأطفال والمراهقين)، وكان معظمهم من العاملين في المكاتب. وكان هدف هذه الدورات تعليم استخدام أساسيات نظم التشغيل أو استخدام برامج محددة التطبيق. ولأن التفاعل مع جهاز كمبيوتر كانت حديثة جدا، التحق كثير من عمال المكاتب الذي عملوا لفترات تتعدى العشر سنوات في هذه الدورات التدريبية، سواء بدافع ذاتي (لاكتساب مهارات الكمبيوتر وكسب بالتالي زيادة في الأجور) أو بناء على توجيهات مدرائهم.
في الولايات المتحدة، مثلا، كان يلجأ الراسبون في المدارس إلى هذه الدورات لاستكمال متطلبات التعليم العام. إذ يتطلب الترفيع في الوظائف على حيازة شهادة الدراسة الثانوية على الأقل. ومن غير المرجح أن يترك أي من الكبار عمله للعودة إلى المدرسة بدوام كامل. لذلك عادة ما تكون الدورات التي تنظمها المدارس العامة وكليات المجتمع مسائية أو في نهاية الأسبوع. أما في أوروبا فتسمى هذه الدورات «بالفرصة الثانية»، وكانت تقدم العديد من المدارس دورات مصممة خصيصا لهؤلاء المتعلمين العائدين للدراسة.
يحصل الكبار الذين تكون مهارات قراءتهم في أدنى مستوياتها على مساعدة من برامج محو الأمية التطوعية. هذه المنظمات الوطنية توفر للمتطويعين التدريب وشهادات التدريب، كما تعتمد برامج المتطوعين المحلية. وتنشئ الولايات في كثير من الأحيان مؤسسات حكومية مثل «ولاية فلوريدا لمحو الأمية» (Literacy Florida!Inc) والتي توفر الخدمات الميدانية لبرامج محو الأمية التطوعية.
في الولايات المتحدة يمنح الكبار، الذين ينجحون في اختبار معادلة دراسة الثانوية العامة، دبلوم تطوير التعليم العام (GED).
قطاع آخر من تعليم الكبار الذي النمو بشكل سريع هي تعليم الإنجليزية لمتحدثي اللغات الأخرى (ESOL)، والذي يدعى «الإنجليزية كلغة ثانية» (ESL) أو متعلمي اللغة الإنكليزية (ELL). هذه الدورات هي المفتاح في مساعدة المهاجرين ليس فقط من لاكتساب اللغة الإنجليزية، بل للتأقلم بثقافة البلد الجديد.

### المعلمون
- باولو فريري
- مالكولم نولز
- إدوارد ليندمان
- جون ديوي

## الروابط الخارجية
- المجلس الدولي لتعليم الكبار (ICAE)
- الرابطة الأوروبية لتعليم الكبار (EAEA)
- محو الأمية لتعليم الكبار (الولايات المتحدة) نسخة محفوظة 5 يوليو 2008 على موقع واي باك مشين.
- المجلس لتعليم الكبار والتعلم التجريبي (الولايات المتحدة)
- معهد اليونسكو للتعلم مدى الحياة (UIL)
- المركز الوطني لدراسة تعليم الكبار ومحو الأمية[وصلة مكسورة] (NCSALL الولايات المتحدة)
- تعليم الكبار في أيرلندا نسخة محفوظة 11 أغسطس 2011 على موقع واي باك مشين.
- الجمعية الأمريكية للتدريب والتطوير نسخة محفوظة 29 أكتوبر 1996 على موقع واي باك مشين. (ASTD)
- بي بي سي لموارد المتعلمين الكبار